# Sicya subviridis
Sicya subviridis är en fjärilsart som beskrevs av Samuel E. Cassino och Louis W. Swett 1922. Sicya subviridis ingår i släktet Sicya och familjen mätare. Inga underarter finns listade i Catalogue of Life.